# Chelsea (Alabama)
Chelsea es una ciudad ubicada en el condado de Shelby en el estado estadounidense de Alabama. En el censo de 2000, su población era de 2949. 

## Demografía
En el 2000 la renta per cápita promedia del hogar era de $ 67.083$ , y el ingreso promedio para una familia era de 72.206$. El ingreso per cápita para la localidad era de 24.717$. Los hombres tenían un ingreso per cápita de 46.071$ contra 28.403$ para las mujeres.

## Geografía
Chelsea está situado en 33°19′44″N 86°39′03″O / 33.328889, -86.650833..
Según la Oficina del Censo de los EE. UU., la ciudad tiene un área total de 10.09 millas cuadradas (26.13 km ²).